# 류순정·류홍부자 묘역
류순정·류홍부자 묘역(柳順汀·柳泓父子 墓域)은 서울특별시 구로구 오류동에 있는 조선시대의 무덤이다. 2004년 8월 20일 대한민국의 서울특별시의 기념물 제22호로 지정되었다.

## 지정 사유
구로구 오류동 산43-31,산43-32의 총면적 26,531m2에 이르는 야산에는 중종반정(中宗反正)3대 공신 중의 한 명인 류순정(柳順汀)과 안동권씨(安東權氏)부부묘역, 그 아들 류홍(柳泓)묘역, 그리고 그 후손 5대(류사필, 류준, 류중광, 류식, 류순)의 묘 등 총 7대에 걸친 분묘 8기가 자리하고 있다.
이 지역은 조선시대에 경기(京畿)부평도호부(富平都護府)에 속해 있었는데, 1896년(고종 33년)경기도 부평군 수탄면(水呑面)으로 바뀌고,1914년 다시 경기도 부천군(富川郡)으로 변경되었다가 1963년 서울시 영등포구로 편입되었고, 1980년 다시 신설된 구로구에 속하게 되었다.
원래 이 묘역은 반정공신으로서 영의 정의 자리에 있던 류순정이 1512년(중종 7년)53세에 졸(卒)하게 되자 중종이 박원종 졸시(卒時)의 예에 따라 철조삼일(輟朝三日)하고 장생전(長生殿)의 관곽(棺槨)을 내어줌과 동시에 현재의 구로구 오류동(梧柳洞)과 온수동(溫水洞) 일대 및 경기도 부천시 여월동(如月洞), 작동(鵲洞)에 이르는 약 300여 만 평의 땅을 사여(賜與)하면서 조성되었다.
그러나 후대에 들어와 매각 등으로 점차 규모가 축소되었고 20여 년 전 동부제강의 사원 아파트와 동보아파트 건립으로 유순정의 묘역 북쪽과 동쪽이 잘려나가면서 현재의 규모와 배치상태로 최종 정리되었다. 묘역이 축소되면서 동일 묘역 내 다른 곳에 있던 류사필 이하 후손 묘 5基가류홍의 묘역 아래 현재의 위치로 이장되었다.
동보아파트 102동 서쪽 오류동 산 43-32에는 류순정과 그 부인 안동권씨의 묘가 산 중턱에 단을 달리하여 상하로 자리하고 있다. 두 묘의 좌향(坐向)은 자좌오향(子坐午向),즉 정남향이다. 류순정의 신도비는 묘역의 단 아래 동쪽으로 동보아파트에 바로 인접하여 자리하고 있다.
류순정의 분묘 봉분 북쪽으로는 사성(莎城)이 조성되어 분묘를 감싸고 있는 형국이나 용미(龍尾)가 조성되어 있지는 않다. 사성은 당초 지금처럼 분묘에 가까이 조성되어 있지는 않았으나 20여 년전 주변 아파트 조성으로 하방 이동되었고 분묘도 우측으로 약간 옮겨져 봉분이 다시 조성되었다고 한다. 안동 권씨의 묘역은 류순정의 묘역보다 한 단 아래에 자리하고 있다.
각 분묘 앞에는 일반적인 묘제에서 볼수 있는 바와 같이 묘갈, 혼유석,상석, 향로석(분묘에서 멀어지는 방향으로)이 차례로 놓여있다. 상석은 후대에 조성되었다. 향로석이 방형인 것은 장식적인 형태의 후대의 향로석과 대비된다. 동자석과 망주석은 류순정의 묘역 내에 자리하고 있고, 장명 등과 문인석은 안동권씨의 묘역 내에 자리하고 있다.
류순정 분묘 정면 중앙에 세워진 묘갈(墓碣)은 두부(頭部)가 반원형을 이루고 있는데 앞면에는 운룡문(雲龍文)이, 뒷면에 운문(雲文)이 돋을새김으로 조각되어있다. 앞면에 조각된 용은 4조룡(四爪龍) 1마리이다. 비 몸돌(碑身)은 방형(方形)으로 앞면에만 해서(楷書)로 ‘병충분의결책익운정국추성보사우세정난공신대광보국숭록대부의정부영의정겸영경연홍문관예문관춘추관관상감사청천부원군증시류공지묘(秉忠奮義決策翊運靖國推誠保社佑世定難功臣大匡輔國崇祿大夫議政府領議政兼領經筵弘文館藝文館春秋館觀象監事菁川府院君贈諡柳公之墓)’라고 쓰여져 있다.
비좌(碑座)역시 방형인데 상부에 12잎의 복련(覆蓮)이 조각되어 있다.
안동권씨 묘의 묘갈 역시 두부(頭部)는 반원형이나 앞뒷면 모두 운문(雲文)만 돋을 새김으로 새겨져 있다. 방형의 비 몸돌 앞면에는 해서로 ‘증정경부인안동권씨 지묘(贈貞敬夫人安東權氏之墓)’라고 새겨져 있다. 다른 면에는 글씨가 새겨져 있지 않다. 비좌는 어떠한 장식적 조각도 없는 방형의 일반적 형태를 하고 있다.
류순정 분묘 좌우로 세워져 있는 망주석은 원수(圓首), 운두(雲頭), 연주(蓮珠), 염의(簾依), 8면 주신(八面柱身), 대석(臺石) 모두 온전하게 보존되어 있다. 2基의 망주석 주신(柱身)의 안쪽 약간 위쪽에는 세호(細虎)가 돋을새김으로 조각 되어 있고 세호의 중간에는 구멍이 뚫려있다. 대석에는 복련(覆蓮)이 새겨져 있다.
류순정 분묘 좌우의 동자석은 왼쪽의 경우 얼굴 부분이 마멸되어 형태를 알아보기 어려우나 오른쪽의 것은 코를 제외하고는 얼굴 부분의 조각이 잘 남아 있는데 얇게 미소를 띤 모습이다. 두 동자석 모두 손에 연꽃을 들고 있다. 몸체의 조각은 옷깃, 소매, 옷 주름, 띠 매듭까지 비교적 선명하게 조각되어 있다.
문인석 2기는 안동권씨의 묘 하계체(下階砌)좌우에 세워졌는데 몸에 비해 얼굴이 비교적 크게 조성되었다. 얼굴은 모두 눈을 감고 근엄한 표정을 하고 있다. 머리에 쓴 관(冠)은 복두(幞頭)가 조선 후기에 조성된 것보다 낮은 형태를 하고 있어 이 시기 조각 및 복식의 특징을 엿볼 수 있다. 귀 양 옆으로는 관을 맨 끈이 늘어져 목 앞에 매듭이 지어져 있다. 양손으로는 홀(笏)을 들고 있다.
안동권씨의 묘 상계체(上階砌)아래 정면 중앙에는 장명등(長明燈)1기가 자리하고 있는데 전체적으로 사각형 형태를 이루고 있다. 대석(臺石)은 두툼한 한개의 석재로 되어 있는데 4각(四角)요고형(腰鼓形)이며 상대석(上臺石), 중대석(中臺石), 하대석(下臺石)각 면에는 안상(眼象)을 새겨 넣었다. 하대석 상부에는 14잎의 복련(覆蓮)을 조각했다. 그 위에 4각형의 화사석(火舍石)을 놓았는데 4면에 가로로 긴 직사각형의 화창(火窓)을내었다. 화사석 위에 놓인 옥개석의 낙수면은 급경사로 되어 있고 상부에는 연잎을 내리덮은 듯 조각하였으며 그 위에 연주문(聯珠文)을 1줄 두르고 1단의 보주(寶珠)를 받게 하였다.
류순정의 신도비는 1513년(중종 8년) 아들 류홍이 진천군(晋川君)강혼(康渾)에게 비문을 청해 받았으나 비는 세우지 못하다가 그 손자 류준(柳浚)이 비석을 마련하여 1567년(명종 22년)세운 것인데 이때 강녕군 홍섬(洪暹)이 비음기(碑陰記)를 추지(追識)하고 중종의 부마로서 당대에 해서체로 이름을 날린 봉헌대부(奉憲大夫)여성군(礪城君)송인(宋寅)이글씨를 썼다. 비 자체는 조선시대 신도비로 많이 세워진 농대가첨석(籠臺加檐石) 형태를 하고 있는데 개석(蓋石)과 대석(臺石)은 화강암으로, 비신(碑身)은 대리석으로 조성되었다. 직사각형의 대석(方臺 또는 籠臺石이라고 함)상부에는 복련(覆蓮)이 조각되었으나 현재 많이 마멸된 상태이다. 4면 모두에 글씨가 새겨져 있는데 강혼(康渾)의 비문이 정면, 좌측면, 후면 2/3등 3면에 걸쳐 새겨져 있고 비음기(碑陰記)가 후면 1/3과 우측면에 새겨져 있다. 개석(蓋石)은 전체적으로 건물의 팔작지붕 모양인데 용마루, 합각마루, 추녀마루 등이 새겨져 있고 기왓골은 생략되었다.
류순정의 묘역에서 서남쪽으로 약 80여m 떨어진 오류동 산43-31에는 류순정의 아들로서 역시 정국공신(靖國功臣) 4등에 책록된 류홍의 묘가 자리하고 있다.
류홍 묘의 동쪽 아래로는 다른 곳에서 이장된 그 후손 묘 5기가 자리하고 있다. 류홍 묘역 역시 류순정 묘역과 마찬가지로 봉분 위로는 사성이 조성되었고 별도의 용미는 조성되어 있지 않다. 봉분 주위로는 후손들이 호석을 조성하였는데 봉분의 잔디가 쓸려나가는 등 봉분의 보존상태가 좋지 않다. 분묘를 기준으로 바로 정면에 혼유석, 묘갈, 상석이 설치되어 있다. 향로석은 설치되어 있지 않다. 상계체 아래 좌우로 망주석이 1기씩 배치되어 있고 그 아래쪽 정중앙에는 류순정과 안동권씨 묘역에 있는 장명등과 형태가 유사한 장명등이 1기 배치되어 있다. 문인석 2기는 다른 분묘의 경우에 비해 키가 매우 크게 조성되어 있는데 하계체 아래쪽에 좌우로 1기씩 자리하고 있다. 류순정 묘역과 달리 동자석은 없다.
묘갈은 두부(頭部)와 비신(碑身)이 대리석으로 조성되었는데 류순정 묘역의 그것과 형태면에서 유사하다. 다만 두부(頭部)앞면에 새겨진 운룡문(雲龍文)표현에 있어서 류순정의 묘갈과 달리 용무늬가 강조되고 구름무늬는 약하게 표현된 점이 특색 있다. 비 몸돌에는 해서로‘분의정국공신가의대부동지중추부사겸오위도총부부총관훈련원도정진산군증시류공지묘(奮義靖國功臣嘉義大夫同知中樞府事兼五衛都摠府副摠管訓鍊院都正晋山君贈諡柳公之墓)’라고 새겨져 있다. 화강암으로 된 방형의 비좌(碑座)는 상부에 복련(覆蓮)이 조각되었으나 마멸이 심한 상태이다. 묘갈 가운데에서 가로로 절단되었다가 시멘트로 다시 접합한 흔적이 보인다.
분묘 좌우로 세워져 있는 망주석의 경우 왼쪽 망주석은 원수(圓首), 운두(雲頭), 염의(簾依), 8면 주신(八面柱身) 등이 비교적 원형대로 잘 보존되어 있으나 오른쪽의 것은 주신(柱身) 일부만 남아있고 상부는 망실되었다. 부러진 오른쪽 망주석 가운데에는 둥근 구멍이 뚫려 있다.세호(細虎)는 두 망주석 모두 새겨져있지 않다. 대석(臺石)역시 두 망주석 모두 땅에 묻혀 있는 듯 지표면에서는 보이지 않는다.
상계체(上階砌) 아래 정면 중앙에는 장명등 1기가 자리하고 있는데 이는 류순정 묘역의 그것과 마찬가지로 전체적으로 사각형 형태를 이루고 있으나 개석(蓋石)이 대석(臺石)보다 불균형적으로 커서 전체적으로 불안정한 느낌을 준다. 대석(臺石)은 한 개의 석재로 되어 있는데 4각(四角)요고형(腰鼓形)이며 상대석과 하대석이 크기가 거의 같다. 대석 각면에는 조성 당시 안상(眼象)을 새겨 넣은 흔적이 보이나 뚜렷하지 않다. 대석위의 화사석(火舍石)은 망실되어 최근에 보완을 해 끼워놓았는데 기존의 것과 석질도 다르고 조각도 고식(古式)이 아니어서 이질적이다. 화사석 위에 놓인 옥개석은 지붕 위 4면에 삼각형의 장식을 설치하고 그 위에 꽃잎 모양을 덮어놓은 모양을 한 것이 유순정의 묘역 내 장명등과 차이를 보인고 보주도 없다.
문인석 2기는 하계체(下階砌) 좌우에 세워졌는데 류순정 묘역 내 문인석보다 키가 훨씬 크고 몸이 전체적으로 가늘고 호리호리한 인상을 주도록 조각되었다. 두 문인석 모두 둥글고 복스러운 얼굴에 눈을 뜬 채 미소를 머금고 있는데 류순정의 묘역 내 석물보다 젊은 인상을 준다. 머리에 쓴 관(冠)은 복두(幞頭)가 류순정 묘역 내의 문인석보다 높아진 형태를 하고 있다. 귀 양 옆으로는 관을 맨끈이 늘어져 목 앞에 매듭이 지어져 있다. 두 문인상 모두 코 부분은 훼손이 되어 있다.
류홍의 신도비는 그 손자 류준(柳浚)이 1573년(선조 6년)에 세웠는데 현재 묘역 동쪽 후손 묘 아래쪽으로 아들 류사필의 묘갈과 나란히 자리하고 있다. 류순정의 신도비와 마찬가지로 농대가첨석(籠臺加檐石)형태로서 류순정 신도비의 비음기를 쓴 홍섬(洪暹)이 비문을 짓고 송인(宋寅)이 글씨를 썼다. 비좌는 상부에 14잎의 복련(覆蓮)을 조각하고 각 측면에는 두 단으로 구분하여 상단에는 안상(眼象)과 연주문(聯珠文)을,하단에는 파상문(波狀文)을 조각하였다.
류홍 묘의 동쪽 아래에는 다른 곳에서 이장된 그 후손 묘 5기가 자리하고 있다. 묘역 맨 위쪽에는 류사필(柳師弼)과 류준(柳浚)의 묘역이 좌우로 자리하고 있고, 그 보다 한 단 아래에는 류중광(柳重光)과 류식(柳寔)의 묘가 자리하고 있다. 류순(柳焞)의 묘는 류중광의 묘와 같은 단 왼쪽에 자리하고 있다.
류순정, 류홍 부자 묘역은 서울 지역에서 유일한 부자(父子)2대 공신묘역으로 조성시기도 16세기 전반으로 상당히 이른 시기에 속한다. 특히 중종반정의 1등 공신인 류순정의 묘역은 조성 당시 왕족에게만 내려주던 장흥고(長興庫)의 관곽(棺槨)을 사여할 정도로 국가적 관심 속에서 조성되어 공신묘역의 조성방식을 알게 하는 중요자료이다. 묘역 내 석물들 또한 매우 정교하고 생동감 있는 조각수법과 강한 개성을 보여주고 있어 이 시대 조각사 연구에 의미 있는 자료가 되며,문인석 등에 보이는 의복 등은 복식사 연구에 중요자료가 된다. 또한 두 공신들의 생애와 업적을 기록해놓은 신도비의 비문은 실록 등 문헌기록을 보완하는 사료가 될 뿐만 아니라 당대에 해서체로 두각을 나타낸 명필 송인(宋寅)의 필체를 느낄수 있는 서예사적 중요자료이기도 하다.
따라서 류순정(안동권씨 묘역 포함)과 류홍의 묘역 및 묘역에 부착된 석물 중원형을 잘 유지하고 있는 대상을 시 기념물 제 22호로 지정하고 두 묘역을 최소한도로 포괄하는 구로구 오류동 산 43-31,산43-322필지,총 26,531m2의 토지를 문화재 보호구역으로 지정한다.

## 참고 자료
- 류순정·류홍부자 묘역 - 국가유산청 국가유산포털